# Маґістеріум (журнал)
«Маґістеріум» – науково-періодичне видань НаУКМА, виходить 4 рази на рік, наклад одного випуску в різні роки становив 100–300 прим.

## Історія
Маґістеріум заснований у 1998 року як додаток до «Наукових запискок НаУКМА», від 2009 року – самостійний часопис. Видавець – Національний університет «Києво-Могилянська академія».
Публікує українською та англійською мовами результати наукових досліджень; наукові розвідки вчених, аспірантів і студентів університету. Відп. ред.: В'ячеслав Брюховецький (1998–2007), Сергій Квіт (2007–15), Андрій Мелешевич (від 2015).

## Структура
У структурі – 12 тематичних  випусків, кожен з яких присвячений певній галузі і має окрему редколегію: 
- Архелогічні студії [редкол. темат. вип.: Л. Л. Залізняк та ін.; упоряд. Л. Л. Залізняк]

- Історичні студії [редкол. темат. вип.: B. О. Щербак та ін.; упоряд.: В. О. Щербак, М. Ю. Болгарова]

- Політичні студії  [редкол. темат. вип.: Кисельов С. О., Гарань О. В. , Горбатенко В. П. та ін.; упоряд. Кисельов С. О.]

- Економічні студії [редкол. темат. вип.: А. М. Єріна та ін.; упоряд. Л. І. Краснікова]

- Історико-філософські студії [редкол. темат. вип.: В. С. Горський та ін.; упоряд. Ю. Ю. Завгородній]

- Літературознавчі студії [редкол. темат. вип.: В. П. Моренець та ін.; упоряд. В. П. Моренець]

- Мовознавчі студії [редкол. темат. вип.: Лучик В. В., Житник В. К., Зернецький П. В., Квіт С. М.; упоряд. Лучик В. В.]

- Природничі науки [редкол. темат. вип.: Т. К. Терновська та ін.; упоряд.: Н. М. Білько, Н. І. Куниця]

- Хімічні науки [редкол. темат. вип.: М. Т. Брик та ін.; упоряд.: М. Т. Брик, Н. Г. Антонюк]

- Журналістика [редкол. темат. вип.: B. Л. Оссоеський та ін.; упоряд. Т. В. Семигіна]

- Культурологія [редкол. темат. вип.: М. А. Собуцький та ін.; упоряд.: М. А. Собуцький, Ю. В. Джулаїї]

- Соціальна робота та охорона здоров'я [редкол. темат. вип.: В. Л. Оссовсъкий та ін.]